# Jan Hippold

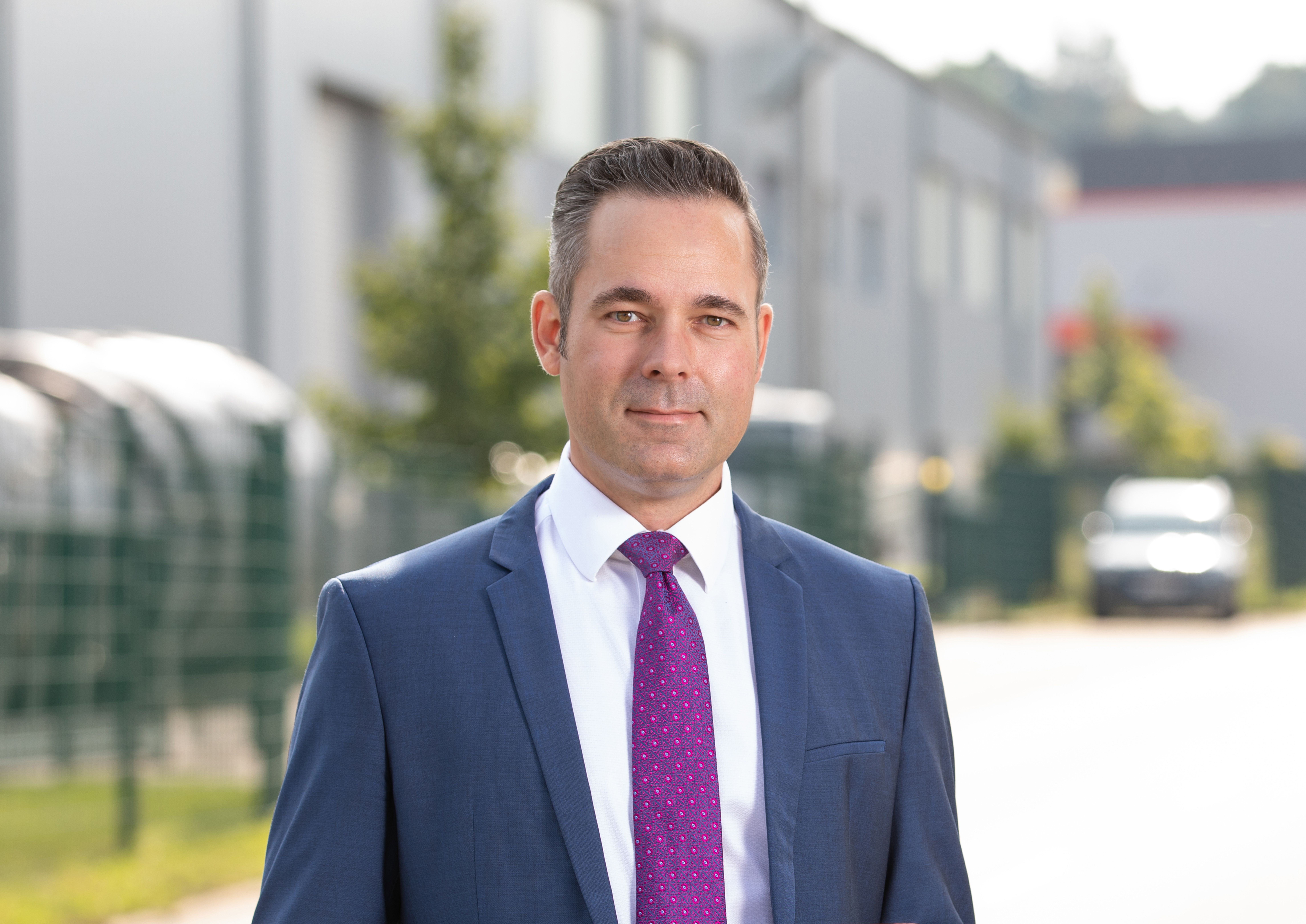
Jan Hippold (2019)

Jan Hippold (* 26. September 1974 in Rochlitz) ist ein deutscher Politiker (CDU). Er war von 2009 bis 2024 Abgeordneter des Sächsischen Landtags.

## Ausbildung und Beruf
Jan Hippold besuchte 1981 bis 1991 die Polytechnische Oberschule in Penig und 1991 bis 1993 das Gymnasium in Limbach-Oberfrohna, wo er 1993 das Abitur ablegte. 1993 begann er ein Studium des Bauingenieurwesens an der Staatlichen Studienakademie in Glauchau, dass er 1997 mit dem Erwerb des Diploms abschloss. Anschließend war er 1997 bis 1998 bei einem mittelständischen Hochbauunternehmen in Penig und 1998 bis 1999 bei einem mittelständischen Tiefbauunternehmen in Leipzig Bauleiter.
Zwischen 1999 und 2000 war er Verkaufsleiter bei einem Baustoffhandel in Penig beschäftigt. Von 1999 bis 2009 ist er als Betriebsleiter in einem mittelständischen Bauunternehmen und von 2000 bis 2012 als Projektmanager in einem mittelständischen Planungsbüro in Chemnitz tätig gewesen.
Seit 2012 ist er neben seiner Tätigkeit als Landtagsabgeordneter in geringfügigem Umfang freiberuflich tätig.

## Politik
Jan Hippold ist seit 2002 Mitglied der CDU und war bis 2009 Mitglied der Jungen Union. In der CDU war er seit 2007 stellvertretender Stadtverbandsvorsitzender und war von 2010 bis 2019 Stadtverbandsvorsitzender der CDU Limbach-Oberfrohna. Seit 2008 war er Beisitzer und ist seit 2012 stellvertretender Vorsitzender im Kreisvorstand der CDU des Landkreises Zwickau. Kommunalpolitisch ist er seit 2009 als Stadtrat. Von 2009 bis 2019 war er als 1. Stellvertreter des Oberbürgermeisters der Großen Kreisstadt Limbach-Oberfrohna aktiv.
Bei der Landtagswahl in Sachsen 2009 wurde er als Direktkandidat im Wahlkreis Chemnitzer Land 2 in den Landtag gewählt. Dort war er Mitglied im Ausschuss für Umwelt und Landwirtschaft sowie Umweltpolitischer Sprecher der sächsischen CDU-Fraktion gewesen. Des Weiteren war er Vorsitzender des Ausschusses für Wirtschaft, Arbeit und Verkehr.
Bei den Landtagswahlen 2014 und 2019 wurde er über das Direktmandat im Wahlkreis Zwickau 5 in den Landtag gewählt. Er war Arbeitskreisvorsitzender für Wirtschaft, Arbeit und Verkehr sowie Mitglied im Ausschuss für Wirtschaft, Arbeit und Verkehr und Mitglied im Ausschuss für Energie, Klimaschutz, Umwelt und Landwirtschaft. Von 2019 bis 2024 war er wirtschaftspolitischer Sprecher der CDU-Fraktion.
Bei der Landtagswahl 2024 trat er nicht erneut an.
Bei der Wahl zum Oberbürgermeister von Limbach-Oberfrohna trat Hippold am 6. Februar 2022 als Kandidat der CDU an und erreichte 28,7 % der Wählerstimmen. Er unterlag damit deutlich dem Kandidaten der Freien Wähler, Gerd Härtig, der 71,3 % der Wählerstimmen erzielte.

## Belege
1. ↑  Landtagswahl Sachsen 2019 Ergebnisse Wahlkreis Zwickau 5, abgerufen am 3. September 2019.
2. ↑  OB-Wahl in Limbach-Oberfrohna: Jan Hippold will schlechtes Wahlergebnis auswerten, in: Freie Presse Online vom 7. Februar 2022.

| Personendaten    | Personendaten                  |
| ---------------- | ------------------------------ |
| NAME             | Hippold, Jan                   |
| KURZBESCHREIBUNG | deutscher Politiker (CDU); MdL |
| GEBURTSDATUM     | 26. September 1974             |
| GEBURTSORT       | Rochlitz                       |